# Campeonato Europeo de Balonmano Masculino Sub-20 de 2018
El Campeonato Europeo de Balonmano Masculino Sub-20 de 2018 fue la 12.ª edición del Campeonato Europeo de Balonmano Masculino Junior, y fue celebrado en Celje, Eslovenia del 19 al 28 de julio de 2018. Este torneo entregó diez plazas para el Campeonato Mundial de Balonmano Masculino Junior de 2019, además de España que ya se encontraba clasificado como campeón defensor y huésped.

## Sedes
Los partidos del torneo fueron disputados en la ciudad de Celje, en dos sedes.
| Celje, Eslovenia               | Celje, Eslovenia | Celje, Eslovenia                |
| ------------------------------ | ---------------- | ------------------------------- |
| Golovec Arena Capacidad: 2,500 | Celje            | Zlatorog Arena Capacidad: 5,500 |

## Equipos clasificados
- Alemania
- Croacia
- Dinamarca
- Eslovenia
- España
- Francia
- Hungría
- Islandia
- Israel
- Noruega
- Polonia
- Portugal
- Rumania
- Rusia
- Serbia
- Suecia

## Sorteo
El sorteo fue realizado el 19 de febrero  de 2018 en Celje.
| Bombo 1                            | Bombo 2                          | Bombo 3                       | Bombo 4                        |
| ---------------------------------- | -------------------------------- | ----------------------------- | ------------------------------ |
| Francia Croacia Alemania Eslovenia | Dinamarca España Islandia Serbia | Suecia Portugal Rusia Noruega | Polonia Hungría Israel Rumania |

## Formato
Los 16 equipos se dividieron en 4 grupos de 4 equipos en donde disputaron 3 partidos para así enfrentarse todos contra todos. Los 2 mejores de cada grupo, alcanzan la Ronda Principal y los 2 restantes la Ronda Intermedia. En ambos casos se vuelven a formar grupos de 4 equipos cruzándose los grupos A con el B y C con el D. Se arrastra el resultado del partido jugado en el grupo original contra el equipo que haya clasificado a la misma ronda. Luego los 2 mejores de cada grupo de la Ronda Principal jugaran una llave de semifinales a eliminación directa con partido de 3 puesto para disputarse los primeros 4 lugares. Lo mismo sucederá con los 2 restantes de cada grupo para los puestos 5º-8º. Exactamente lo mismo sucederá con los grupos de la Ronda Intermedia, compitiendo los 2 mejores de cada grupo por los puestos 9º-12º y los 4 equipos restantes por los puestos 13º-16º. De esta manera todos los equipos jugarán 7 partidos y seguirán compitiendo hasta el final del torneo.

## Grupos
| Grupo A  | Grupo B   | Grupo C | Grupo D   |
| -------- | --------- | ------- | --------- |
| Alemania | Eslovenia | Croacia | Francia   |
| Islandia | Serbia    | España  | Dinamarca |
| Suecia   | Noruega   | Rusia   | Portugal  |
| Rumania  | Israel    | Polonia | Hungría   |

## Ronda preliminar

### Grupo A
| Pos. | Equipo   | Pts. | PJ | G | E | P | GF | GC | Dif. | Clasificación    |
| ---- | -------- | ---- | -- | - | - | - | -- | -- | ---- | ---------------- |
| 1    | Alemania | 5    | 3  | 1 | 2 | 0 | 77 | 72 | +5   | Ronda Principal  |
| 2    | Islandia | 4    | 3  | 1 | 1 | 1 | 79 | 87 | −8   | Ronda Principal  |
| 3    | Suecia   | 4    | 3  | 1 | 1 | 1 | 95 | 88 | +7   | Ronda Intermedia |
| 4    | Rumania  | 3    | 3  | 1 | 0 | 2 | 85 | 89 | −4   | Ronda Intermedia |

 Fuente: EHF
Criterios de clasificación: 1) puntos; 2) puntos entre sí; 3) diferencia de gol entre sí; 4) goles a favor entre sí; 5) diferencia de gol.
Notas:
1. 1 2  Islandia 35–33 Suecia

| Fecha | Hora  | Local    | Resultado | Visitante | Reporte       |
| ----- | ----- | -------- | --------- | --------- | ------------- |
| 19-07 | 13:00 | Alemania | 22-22     | Suecia    | GER-SWE — PDF |
| 19-07 | 15:00 | Islandia | 19-29     | Rumania   | ISL-ROM — PDF |
| 20-07 | 13:00 | Rumania  | 25-30     | Alemania  | ROM-GER — PDF |
| 20-07 | 15:00 | Suecia   | 33-35     | Islandia  | SWE-ISL — PDF |
| 22-07 | 13:00 | Alemania | 25-25     | Islandia  | GER-ISL — PDF |
| 22-07 | 15:00 | Suecia   | 40-31     | Rumania   | SWE-ROU — PDF |

### Grupo B
| Pos. | Equipo        | Pts. | PJ | G | E | P | GF | GC | Dif. | Clasificación    |
| ---- | ------------- | ---- | -- | - | - | - | -- | -- | ---- | ---------------- |
| 1    | Eslovenia (H) | 9    | 3  | 3 | 0 | 0 | 82 | 66 | +16  | Ronda Principal  |
| 2    | Serbia        | 6    | 3  | 2 | 0 | 1 | 88 | 82 | +6   | Ronda Principal  |
| 3    | Israel        | 3    | 3  | 1 | 0 | 2 | 82 | 88 | −6   | Ronda Intermedia |
| 4    | Noruega       | 0    | 3  | 0 | 0 | 3 | 71 | 87 | −16  | Ronda Intermedia |

 Fuente: EHF
Criterios de clasificación: 1) puntos; 2) puntos entre sí; 3) diferencia de gol entre sí; 4) goles a favor entre sí; 5) diferencia de gol.
| Fecha | Hora  | Local     | Resultado | Visitante | Reporte       |
| ----- | ----- | --------- | --------- | --------- | ------------- |
| 19-07 | 17:00 | Serbia    | 35-28     | Israel    | SRB-ISR — PDF |
| 19-07 | 19:00 | Eslovenia | 27-19     | Noruega   | SLO-NOR — PDF |
| 20-07 | 17:00 | Noruega   | 27-30     | Serbia    | NOR-SRB — PDF |
| 20-07 | 19:00 | Israel    | 24-28     | Eslovenia | ISR-SLO — PDF |
| 22-07 | 17:00 | Noruega   | 25-30     | Israel    | NOR-ISR — PDF |
| 22-07 | 19:00 | Eslovenia | 27-23     | Serbia    | SLO-SRB — PDF |

### Grupo C
| Pos. | Equipo  | Pts. | PJ | G | E | P | GF | GC | Dif. | Clasificación    |
| ---- | ------- | ---- | -- | - | - | - | -- | -- | ---- | ---------------- |
| 1    | España  | 9    | 3  | 3 | 0 | 0 | 96 | 74 | +22  | Ronda Principal  |
| 2    | Croacia | 6    | 3  | 2 | 0 | 1 | 92 | 85 | +7   | Ronda Principal  |
| 3    | Polonia | 3    | 3  | 1 | 0 | 2 | 86 | 95 | −9   | Ronda Intermedia |
| 4    | Rusia   | 0    | 3  | 0 | 0 | 3 | 70 | 90 | −20  | Ronda Intermedia |

 Fuente: EHF
Criterios de clasificación: 1) puntos; 2) puntos entre sí; 3) diferencia de gol entre sí; 4) goles a favor entre sí; 5) diferencia de gol.
| Fecha | Hora  | Local   | Resultado | Visitante | Reporte       |
| ----- | ----- | ------- | --------- | --------- | ------------- |
| 19-07 | 13:00 | Croacia | 26-22     | Rusia     | CRO-RUS — PDF |
| 19-07 | 15:00 | España  | 32-23     | Polonia   | ESP-POL — PDF |
| 20-07 | 13:00 | Polonia | 27-35     | Croacia   | POL-CRO — PDF |
| 20-07 | 15:00 | Rusia   | 20-28     | España    | RUS-ESP — PDF |
| 22-07 | 13:00 | Croacia | 31-36     | España    | CRO-ESP — PDF |
| 22-07 | 15:00 | Rusia   | 28-36     | Polonia   | RUS-POL — PDF |

### Grupo D
| Pos. | Equipo    | Pts. | PJ | G | E | P | GF | GC | Dif. | Clasificación    |
| ---- | --------- | ---- | -- | - | - | - | -- | -- | ---- | ---------------- |
| 1    | Portugal  | 9    | 3  | 3 | 0 | 0 | 94 | 87 | +7   | Ronda Principal  |
| 2    | Francia   | 6    | 3  | 2 | 0 | 1 | 93 | 85 | +8   | Ronda Principal  |
| 3    | Dinamarca | 3    | 3  | 1 | 0 | 2 | 82 | 84 | −2   | Ronda Intermedia |
| 4    | Hungría   | 0    | 3  | 0 | 0 | 3 | 75 | 88 | −13  | Ronda Intermedia |

 Fuente: EHF
Criterios de clasificación: 1) puntos; 2) puntos entre sí; 3) diferencia de gol entre sí; 4) goles a favor entre sí; 5) diferencia de gol.
| Fecha | Hora  | Local     | Resultado | Visitante | Reporte       |
| ----- | ----- | --------- | --------- | --------- | ------------- |
| 19-07 | 17:00 | Francia   | 28-32     | Portugal  | FRA-POR — PDF |
| 19-07 | 19:00 | Dinamarca | 23-22     | Hungría   | DEN-HUN — PDF |
| 20-07 | 17:00 | Hungría   | 23-34     | Francia   | HUN-FRA — PDF |
| 20-07 | 19:00 | Portugal  | 31-29     | Dinamarca | POR-DEN — PDF |
| 22-07 | 17:00 | Francia   | 31-30     | Dinamarca | FRA-DEN — PDF |
| 22-07 | 19:00 | Portugal  | 31-30     | Hungría   | POR-HUN — PDF |

## Ronda Intermedia

### Grupo I1
| Pos. | Equipo  | Pts. | PJ | G | E | P | GF | GC | Dif. | Clasificación       |
| ---- | ------- | ---- | -- | - | - | - | -- | -- | ---- | ------------------- |
| 1    | Noruega | 6    | 3  | 2 | 0 | 1 | 77 | 70 | +7   | Semifinales 9º-12º  |
| 2    | Suecia  | 6    | 3  | 2 | 0 | 1 | 84 | 76 | +8   | Semifinales 9º-12º  |
| 3    | Israel  | 6    | 3  | 2 | 0 | 1 | 82 | 76 | +6   | Semifinales 13º-16º |
| 4    | Rumania | 0    | 3  | 0 | 0 | 3 | 78 | 99 | −21  | Semifinales 13º-16º |

 Fuente: EHF
Criterios de clasificación: 1) puntos; 2) puntos entre sí; 3) diferencia de gol entre sí; 4) goles a favor entre sí; 5) diferencia de gol.
Notas:
1. 1 2 3  Suecia 29-22 Israel; Noruega 25-30 Israel, Noruega 23-16 Suecia. Noruega 2 Pts, +2 DG; Secia 2 Pts, 0 DG; Israel 2 Pts, –2 DG

| Fecha | Hora  | Local   | Resultado | Visitante | Reporte       |
| ----- | ----- | ------- | --------- | --------- | ------------- |
| 24-07 | 17:00 | Rumania | 25-29     | Noruega   | ROU-NOR — PDF |
| 24-07 | 19:00 | Suecia  | 29-22     | Israel    | SWE-ISR — PDF |
| 25-07 | 17:00 | Noruega | 23-16     | Suecia    | NOR-SWE — PDF |
| 25-04 | 19:00 | Israel  | 30-22     | Rumania   | ISR-ROU — PDF |

### Grupo I2
| Pos. | Equipo    | Pts. | PJ | G | E | P | GF | GC  | Dif. | Clasificación       |
| ---- | --------- | ---- | -- | - | - | - | -- | --- | ---- | ------------------- |
| 1    | Dinamarca | 9    | 3  | 3 | 0 | 0 | 84 | 70  | +14  | Semifinales 9º-12º  |
| 2    | Hungría   | 6    | 3  | 2 | 0 | 1 | 90 | 86  | +4   | Semifinales 9º-12º  |
| 3    | Polonia   | 3    | 3  | 1 | 0 | 2 | 88 | 90  | −2   | Semifinales 13º-16º |
| 4    | Rusia     | 0    | 3  | 0 | 0 | 3 | 87 | 103 | −16  | Semifinales 13º-16º |

 Fuente: EHF
Criterios de clasificación: 1) puntos; 2) puntos entre sí; 3) diferencia de gol entre sí; 4) goles a favor entre sí; 5) diferencia de gol.
| Fecha | Hora  | Local     | Resultado | Visitante | Reporte       |
| ----- | ----- | --------- | --------- | --------- | ------------- |
| 24-07 | 13:00 | Rusia     | 34-37     | Hungría   | RUS-HUN — PDF |
| 24-07 | 15:00 | Polonia   | 23-31     | Dinamarca | POL-DEN — PDF |
| 25-07 | 13:00 | Hungría   | 31-29     | Polonia   | HUN-POL — PDF |
| 25-07 | 15:00 | Dinamarca | 30-25     | Rusia     | DEN-RUS — PDF |

## Ronda Principal

### Grupo M1
| Pos. | Equipo        | Pts. | PJ | G | E | P | GF | GC | Dif. | Clasificación     |
| ---- | ------------- | ---- | -- | - | - | - | -- | -- | ---- | ----------------- |
| 1    | Alemania      | 7    | 3  | 2 | 1 | 0 | 83 | 77 | +6   | Semifinales       |
| 2    | Eslovenia (H) | 6    | 3  | 2 | 0 | 1 | 74 | 70 | +4   | Semifinales       |
| 3    | Islandia      | 2    | 3  | 0 | 2 | 1 | 71 | 75 | −4   | Semifinales 5º-8º |
| 4    | Serbia        | 1    | 3  | 0 | 1 | 2 | 68 | 84 | −16  | Semifinales 5º-8º |

 Fuente: EHF
Criterios de clasificación: 1) puntos; 2) puntos entre sí; 3) diferencia de gol entre sí; 4) goles a favor entre sí; 5) diferencia de gol.
| Fecha | Hora  | Local     | Resultado | Visitante | Reporte       |
| ----- | ----- | --------- | --------- | --------- | ------------- |
| 24-07 | 17:00 | Islandia  | 25-25     | Serbia    | ISL-SRB — PDF |
| 24-07 | 19:00 | Alemania  | 26-22     | Eslovenia | GER-SLO — PDF |
| 25-07 | 17:00 | Serbia    | 20-32     | Alemania  | SRB-GER — PDF |
| 25-07 | 19:00 | Eslovenia | 25-21     | Islandia  | SLO-ISL — PDF |

### Grupo M2
| Pos. | Equipo   | Pts. | PJ | G | E | P | GF  | GC | Dif. | Clasificación     |
| ---- | -------- | ---- | -- | - | - | - | --- | -- | ---- | ----------------- |
| 1    | Portugal | 6    | 3  | 2 | 0 | 1 | 84  | 86 | −2   | Semifinales       |
| 2    | Francia  | 6    | 3  | 2 | 0 | 1 | 100 | 93 | +7   | Semifinales       |
| 3    | España   | 3    | 3  | 1 | 0 | 2 | 96  | 95 | +1   | Semifinales 5º-8º |
| 4    | Croacia  | 3    | 3  | 1 | 0 | 2 | 89  | 96 | −7   | Semifinales 5º-8º |

 Fuente: EHF
Criterios de clasificación: 1) puntos; 2) puntos entre sí; 3) diferencia de gol entre sí; 4) goles a favor entre sí; 5) diferencia de gol.
Notas:
1. 1 2  Portugal 32–28 Francia
2. 1 2  España 36–31 Croacia

| Fecha | Hora  | Local    | Resultado | Visitante | Reporte       |
| ----- | ----- | -------- | --------- | --------- | ------------- |
| 24-07 | 13:00 | Croacia  | 28-37     | Francia   | CRO-FRA — PDF |
| 24-07 | 15:00 | España   | 27-29     | Portugal  | ESP-POR — PDF |
| 25-07 | 13:00 | Francia  | 35-33     | España    | FRA-ESP — PDF |
| 25-07 | 15:00 | Portugal | 23-30     | Croacia   | POR-CRO — PDF |

## Ronda Final

### Llaves
- Llave de campeonato

|  | Semifinales         | Semifinales         |    |                     | Final               | Final |  |
|  |                     |                     |    |                     |                     |       |  |
|  | 27 de julio de 2018 |                     |    |                     |                     |       |  |
|  | Alemania            | 26                  |    |                     |                     |       |  |
|  | Francia             | 28                  |    |                     |                     |       |  |
|  |                     |                     |    |                     |                     |       |  |
|  |                     |                     |    |                     | 29 de julio de 2018 |       |  |
|  |                     |                     |    |                     | Francia             | 30    |  |
|  |                     | Eslovenia           | 31 |                     |                     |       |  |
|  |                     |                     |    |                     |                     |       |  |
|  |                     |                     |    |                     |                     |       |  |
|  |                     |                     |    |                     | Tercer puesto       |       |  |
|  | 27 de julio de 2018 | 27 de julio de 2018 |    | 29 de julio de 2018 | 29 de julio de 2018 |       |  |
|  | Portugal            | 25                  |    | Alemania            | 29                  |       |  |
|  | Eslovenia           | 27                  |    |                     | Portugal            | 26    |  |

- Llave de noveno puesto

|  | Semifinales 9º-12º  | Semifinales 9º-12º  |    |                     | Noveno puesto       | Noveno puesto |  |
|  |                     |                     |    |                     |                     |               |  |
|  | 27 de julio de 2018 |                     |    |                     |                     |               |  |
|  | Noruega             | 29                  |    |                     |                     |               |  |
|  | Hungría             | 23                  |    |                     |                     |               |  |
|  |                     |                     |    |                     |                     |               |  |
|  |                     |                     |    |                     | 28 de julio de 2018 |               |  |
|  |                     |                     |    |                     | Noruega             | 24            |  |
|  |                     | Suecia              | 20 |                     |                     |               |  |
|  |                     |                     |    |                     |                     |               |  |
|  |                     |                     |    |                     |                     |               |  |
|  |                     |                     |    |                     | Undécimo puesto     |               |  |
|  | 27 de julio de 2018 | 27 de julio de 2018 |    | 28 de julio de 2018 | 28 de julio de 2018 |               |  |
|  | Dinamarca           | 30                  |    | Hungría             | 31                  |               |  |
|  | Suecia              | 33                  |    |                     | Dinamarca           | 29            |  |

- Llave de quinto puesto

|  | Semifinales 5º-8º   | Semifinales 5º-8º   |    |                     | Quinto puesto       | Quinto puesto |  |
|  |                     |                     |    |                     |                     |               |  |
|  | 27 de julio de 2018 |                     |    |                     |                     |               |  |
|  | Islandia            | 27                  |    |                     |                     |               |  |
|  | Croacia             | 31                  |    |                     |                     |               |  |
|  |                     |                     |    |                     |                     |               |  |
|  |                     |                     |    |                     | 29 de julio de 2018 |               |  |
|  |                     |                     |    |                     | Croacia             | 26            |  |
|  |                     | España              | 27 |                     |                     |               |  |
|  |                     |                     |    |                     |                     |               |  |
|  |                     |                     |    |                     |                     |               |  |
|  |                     |                     |    |                     | séptimo puesto      |               |  |
|  | 27 de julio de 2018 | 27 de julio de 2018 |    | 29 de julio de 2018 | 29 de julio de 2018 |               |  |
|  | España              | 27                  |    | Islandia            | 30                  |               |  |
|  | Serbia              | 24                  |    |                     | Serbia              | 27            |  |

- Llave de decimotercer puesto

|  | Semifinales 13º-16º | Semifinales 13º-16º |    |                     | Decimotercer puesto | Decimotercer puesto |  |
|  |                     |                     |    |                     |                     |                     |  |
|  | 27 de julio de 2018 |                     |    |                     |                     |                     |  |
|  | Israel              | 26                  |    |                     |                     |                     |  |
|  | Rusia               | 19                  |    |                     |                     |                     |  |
|  |                     |                     |    |                     |                     |                     |  |
|  |                     |                     |    |                     | 28 de julio de 2018 |                     |  |
|  |                     |                     |    |                     | Israel              | 30                  |  |
|  |                     | Rumania             | 29 |                     |                     |                     |  |
|  |                     |                     |    |                     |                     |                     |  |
|  |                     |                     |    |                     |                     |                     |  |
|  |                     |                     |    |                     | Decimoquinto puesto |                     |  |
|  | 27 de julio de 2018 | 27 de julio de 2018 |    | 28 de julio de 2018 | 28 de julio de 2018 |                     |  |
|  | Polonia             | 31                  |    | Rusia               | 28                  |                     |  |
|  | Rumania (TE)        | 32                  |    |                     | Polonia             | 29                  |  |

### Semifinales por el decimotercer puesto
| Fecha | Hora  | Local   | Resultado   | Visitante | Reporte       |
| ----- | ----- | ------- | ----------- | --------- | ------------- |
| 27-07 | 12:00 | Israel  | 26-19       | Rusia     | ISR-RUS — PDF |
| 27-07 | 14:30 | Polonia | 31-32 (TE)* | Rumania   | POL-ROU — PDF |

*TF: 28-28 TE: 3-4

### Semifinales por el noveno puesto
| Fecha | Hora  | Local     | Resultado | Visitante | Reporte       |
| ----- | ----- | --------- | --------- | --------- | ------------- |
| 27-07 | 17:00 | Noruega   | 29-23     | Hungría   | NOR-HUN — PDF |
| 27-07 | 19:30 | Dinamarca | 30-33     | Suecia    | SEN-SWE — PDF |

### Semifinales por el quinto puesto
| Fecha | Hora  | Local    | Resultado | Visitante | Reporte       |
| ----- | ----- | -------- | --------- | --------- | ------------- |
| 27-07 | 12:00 | Islandia | 27-31     | Croacia   | ISL-CRO — PDF |
| 27-07 | 14:30 | España   | 27-24     | Serbia    | ESP-SRB — PDF |

### Semifinales
| Fecha | Hora  | Local    | Resultado | Visitante | Reporte       |
| ----- | ----- | -------- | --------- | --------- | ------------- |
| 27-07 | 17:00 | Alemania | 26-28     | Francia   | GER-FRA — PDF |
| 27-07 | 19:30 | Portugal | 25-27     | Eslovenia | POR-SLO — PDF |

### Decimoquinto puesto
| Fecha | Hora  | Local | Resultado | Visitante | Reporte       |
| ----- | ----- | ----- | --------- | --------- | ------------- |
| 28-07 | 12:00 | Rusia | 28-26     | Polonia   | RUS-POL — PDF |

### Decimotercer puesto
| Fecha | Hora  | Local  | Resultado | Visitante | Reporte       |
| ----- | ----- | ------ | --------- | --------- | ------------- |
| 28-07 | 14:30 | Israel | 30-28     | Rumania   | ISR-ROU — PDF |

### Undécimo puesto
| Fecha | Hora  | Local   | Resultado | Visitante | Reporte       |
| ----- | ----- | ------- | --------- | --------- | ------------- |
| 28-07 | 17:00 | Hungría | 31-29     | Dinamarca | HUN-DEN — PDF |

### Noveno puesto
| Fecha | Hora  | Local   | Resultado | Visitante | Reporte       |
| ----- | ----- | ------- | --------- | --------- | ------------- |
| 28-07 | 19:30 | Noruega | 24-20     | Suecia    | NOR-SWE — PDF |

### Séptimo puesto
| Fecha | Hora  | Local    | Resultado | Visitante | Reporte       |
| ----- | ----- | -------- | --------- | --------- | ------------- |
| 29-07 | 10:00 | Islandia | 30-27     | Serbia    | ISL-SRB — PDF |

### Quinto puesto
| Fecha | Hora  | Local   | Resultado | Visitante | Reporte       |
| ----- | ----- | ------- | --------- | --------- | ------------- |
| 29-07 | 12:30 | Croacia | 26-27     | España    | CRO-ESP — PDF |

### Tercer puesto
| Fecha | Hora  | Local    | Resultado | Visitante | Reporte       |
| ----- | ----- | -------- | --------- | --------- | ------------- |
| 29-07 | 15:00 | Alemania | 29-26     | Portugal  | GER-POR — PDF |

### Final
| Fecha | Hora  | Local   | Resultado | Visitante | Reporte       |
| ----- | ----- | ------- | --------- | --------- | ------------- |
| 29-07 | 17:30 | Francia | 30-31     | Eslovenia | FRA-SLO — PDF |

## Medallero
| Eslovenia                                                      | Eslovenia                                                      | Francia                                                        | Francia                                                        | Alemania                                                       | Alemania                                                       |
| Mark Ferjan                                                    | PO                                                             | Valentin Kieffer                                               | PO                                                             | Janis Backs                                                    | PO                                                             |
| Gašper Dobaj                                                   | PO                                                             | Bastien Soullier                                               | PO                                                             | Leon Mehler                                                    | PO                                                             |
| Dominik Ozmec                                                  | EI                                                             | Dylan Nahi                                                     | EI                                                             | Fin Backs                                                      | EI                                                             |
| Matic Pipp                                                     | EI                                                             | Gaël Tribillon                                                 | EI                                                             | Tim Matthes                                                    | EI                                                             |
| Tadej Mazej                                                    | EI                                                             | Axel Cochery                                                   | LI                                                             | Lukas Kister                                                   | LI                                                             |
| Gašper Horvat                                                  | LI                                                             | Yoann Gibelin                                                  | LI                                                             | Frederik Simak                                                 | LI                                                             |
| Gregor Ocvirk                                                  | LI                                                             | Elohim Prandi                                                  | LI/CE                                                          | Lukas Stutzke                                                  | LI                                                             |
| Matevž Kunst                                                   | LI                                                             | Noah Gaudin                                                    | CE                                                             | Max Neuhaus                                                    | CE                                                             |
| Tilen Kosi                                                     | CE                                                             | Kyllian Villeminot                                             | CE                                                             | Hendrik Schreiber                                              | CE                                                             |
| Domen Makuc                                                    | CE                                                             | Julien Bos                                                     | LD                                                             | Luca Witzke                                                    | CE                                                             |
| Marko Kotar                                                    | CE                                                             | Clément Damiani                                                | LD                                                             | Jannek Klein                                                   | LD                                                             |
| Tim Rozman                                                     | LD                                                             | Robin Dupont Marion                                            | ED                                                             | Dimitri Ignatow                                                | ED                                                             |
| Martin Hebar                                                   | LD                                                             | Edouard Kempf                                                  | ED                                                             | Janik Schrader                                                 | ED                                                             |
| Anže Dobovičnik                                                | ED                                                             | Hugo Brouzet                                                   | PI                                                             | Justin Kurch                                                   | PI                                                             |
| Tine Gartner                                                   | ED                                                             | Robin Dourte                                                   | PI                                                             | Mattis Michel                                                  | PI                                                             |
| Domen Novak                                                    | ED                                                             | Tom Poyet                                                      | PI                                                             | Joshua Thiele                                                  | PI                                                             |
| Stefan Žabić                                                   | PI                                                             |                                                                |                                                                |                                                                |                                                                |
| Miha Kavčič                                                    | PI                                                             |                                                                |                                                                |                                                                |                                                                |
| Kristjan Horžen                                                | PI                                                             |                                                                |                                                                |                                                                |                                                                |
| Saša Prapotnik                                                 | DT                                                             | Johann Delattre                                                | DT                                                             | Andre Haber                                                    |                                                                |
| Plantilla Archivado el 30 de julio de 2018 en Wayback Machine. | Plantilla Archivado el 30 de julio de 2018 en Wayback Machine. | Plantilla Archivado el 30 de julio de 2018 en Wayback Machine. | Plantilla Archivado el 30 de julio de 2018 en Wayback Machine. | Plantilla Archivado el 30 de julio de 2018 en Wayback Machine. | Plantilla Archivado el 30 de julio de 2018 en Wayback Machine. |

PO = Porter/Arquero - EI = Extremo Izquierdo, LI = Lateral Izquierdo, CE = Central, LD = Lateral Derecho, ED = Extremo Derecho, PI = Pívot, DT = Director Técnico

## Estadísticas

### Clasificación general
| P  | Equipo    |
| -- | --------- |
|    | Eslovenia |
|    | Francia   |
|    | Alemania  |
| 4  | Portugal  |
| 5  | España    |
| 6  | Croacia   |
| 7  | Islandia  |
| 8  | Serbia    |
| 9  | Noruega   |
| 10 | Suecia    |
| 11 | Hungría   |
| 12 | Dinamarca |
| 13 | Israel    |
| 14 | Rumania   |
| 15 | Rusia     |
| 16 | Polonia   |

|  | Equipos clasificados al Campeonato mundial de balonmano masculino junior de 2019 |

### Goleadores
| P                          | Nombre             | Equipo    | G  | L  | %E | 7m    | PJ |
| -------------------------- | ------------------ | --------- | -- | -- | -- | ----- | -- |
| 1                          | Gregor Ocvirk      | Eslovenia | 57 | 85 | 67 | 18-21 | 7  |
| 2                          | Diogo Silva        | Portugal  | 56 | 75 | 75 | 8-13  | 7  |
| 2                          | Mathe D.           | Hungría   | 56 | 76 | 74 | 12-12 | 7  |
| 4                          | Aleksa Maksic      | Serbia    | 44 | 66 | 67 | 9-12  | 7  |
| 5                          | Moller M.          | Dinamarca | 41 | 63 | 65 | 3-3   | 7  |
| 6                          | Villeminot Kyllian | Francia   | 40 | 56 | 71 | 4-6   | 7  |
| 7                          | Martinovic I.      | Croacia   | 39 | 58 | 67 | 10-12 | 7  |
| 7                          | Prandi E.          | Francia   | 39 | 65 | 60 | -     | 7  |
| 9                          | Cabut C.           | Rumania   | 37 | 54 | 69 | 3-4   | 7  |
| 9                          | Pisaric D.         | Serbia    | 37 | 55 | 67 | 8-10  | 7  |
| 9                          | Hantaru D.         | Rumania   | 37 | 6  | 59 | 5-5   | 7  |
| Estadísticas Finales — PDF |                    |           |    |    |    |       |    |

Fuente: EHF Archivado el 23 de julio de 2018 en Wayback Machine.
Actualizado: 29 de julio de 2018

### Arqueros
| P                          | Nombre       | Equipo    | %E | A  | L   | PJ |
| -------------------------- | ------------ | --------- | -- | -- | --- | -- |
| 1                          | Haug R.      | Noruega   | 39 | 87 | 223 | 7  |
| 2                          | Frejan M.    | Eslovenia | 35 | 29 | 82  | 7  |
| 3                          | Landgren M.  | Suecia    | 34 | 54 | 158 | 7  |
| 3                          | Rusu D.      | Rumania   | 34 | 88 | 260 | 7  |
| 5                          | Avtonomov N. | Rusia     | 33 | 29 | 87  | 7  |
| 5                          | Izhak O.     | Israel    | 33 | 12 | 36  | 7  |
| 7                          | Foterek M.   | Polonia   | 31 | 16 | 36  | 7  |
| 7                          | Hvenfelt E   | Suecia    | 31 | 32 | 52  | 7  |
| 7                          | Shamir Y.    | Israel    | 31 | 74 | 104 | 7  |
| 10                         | Kiefer V.    | Francia   | 30 | 61 | 236 | 7  |
| Estadísticas Finales — PDF |              |           |    |    |     |    |

Fuente: EHF Archivado el 23 de julio de 2018 en Wayback Machine.
Actualizado: 29 de julio de 2018

### Asistencias
| P                          | Nombre             | Equipo    | A  | PJ | APP |
| -------------------------- | ------------------ | --------- | -- | -- | --- |
| 1                          | Ian Tarrafeta      | España    | 36 | 7  | 514 |
| 2                          | Ivan Martinovic    | Croacia   | 32 | 7  | 457 |
| 3                          | Elohim Prandi      | Francia   | 27 | 7  | 386 |
| 4                          | Diogo Silva        | Portugal  | 22 | 7  | 314 |
| 5                          | Kyllian Villeminot | Francia   | 21 | 7  | 300 |
| 6                          | Julien Bos         | Francia   | 20 | 7  | 286 |
| 6                          | Jannek Klein       | Alemania  | 20 | 7  | 286 |
| 8                          | Gregor Ocvirk      | Eslovenia | 18 | 7  | 257 |
| 8                          | Vieira G.          | Portugal  | 18 | 7  | 257 |
| 8                          | Bahtijarevic V.    | Croacia   | 18 | 7  | 257 |
| 8                          | Valera P.          | España    | 18 | 7  | 257 |
| 12                         | Kosi T.            | Croacia   | 16 | 6  | 267 |
| Estadísticas Finales — PDF |                    |           |    |    |     |

Fuente: EHF Archivado el 23 de julio de 2018 en Wayback Machine.
Actualizado: 29 de julio de 2018

## Premios
El equipo ideal y el Jugador Más Valioso (MVP) fueron anunciados el último día de la competencia (29 de julio de 2018).
| EQUIPO IDEAL           | EQUIPO IDEAL       | EQUIPO IDEAL |
| ---------------------- | ------------------ | ------------ |
| Posición               | Jugador            | Equipo       |
| Arquero                | Robin Paulsen Haug | Noruega      |
| Extremo izquierdo      | Dylan Nahi         | Eslovenia    |
| Lateral izquierdo      | Gregor Ocvirk      | Portugal     |
| Central                | Kyllian Villeminot | Francia      |
| Lateral derecho        | Diogo Silva        | Portugal     |
| Extremo derecho        | Domen Novak        | Eslovenia    |
| Pívot                  | Luis Frade         | Portugal     |
| MVP                    |                    |              |
| Diogo Silva            | Diogo Silva        | Portugal     |
| Especialista defensivo |                    |              |
| Joshua Thiele          | Joshua Thiele      | Alemania     |
| Goleador               |                    |              |
| Gregor Ocvirk          | Gregor Ocvirk      | Eslovenia    |

| Predecesor: Dinamarca 2016 | Europeo de Balonmano Junior XII edición Eslovenia 2018 | Sucesor: Por definirse 2020 |